# Do 214 (航空機)
ドルニエ Do 214
- 用途：飛行艇
- 製造者：ドルニエ
- 運用者： ドイツ国（ドイツ空軍）
- 運用状況：計画のみ

ドルニエ Do 214は、第二次世界大戦時にナチス・ドイツの航空機メーカーのドルニエで開発されていた大型の長距離飛行艇である。1943年に開発中止となっている。

## 概要
元々はDo P93としてリスボンからニューヨークまでの大西洋横断旅客機として設計された。1940年初頭にDo 214は軍用向けのP192として再設計された。
1941年に機内レイアウトの評価をするために原寸大の胴体部モックアップが作成された。胴体は流線型の円形断面であり、内部は2階建てデッキになっていた。主翼は前縁が緩やかな後退翼で後縁が直線翼の高翼配置であった。エンジンは8基のダイムラー・ベンツ DB 613 液冷24気筒で、4基が牽引式に4基が推進式に配置されていた。全8基のエンジンはVDM社製の4枚ブレード可変ピッチプロペラを駆動し、前側のプロペラは直径5.00 m (16 ft 5 in)、後ろ側は直径4.60 m (15 ft 1 in)であった。
強力な8基のエンジンと上部デッキに車両や嵩張る荷物を搭載できるように大きな機首ドアを装備した機体は軍事利用を考えて設計されていた。またDo 214は長距離爆撃機、空中給油機、機雷敷設機、Uボート用補給艇として利用することも考えられていた。1943年には戦況の悪化のために長距離飛行艇の必要性が無くなり、Do 214の開発プロジェクトはキャンセルされた。

## 要目
(Do 214)
- 乗員：12 - 15名
- 全長：51.60 m (169 ft 3+1⁄2 in)
- 全幅：60.00 m (196 ft 10+1⁄4in)
- 全高：14.30 m (46 ft 11 in)
- 翼面積：500.00 m2 (5,381 ft2)
- 空虚重量：76,000 kg (167,551 lb)
- 全備重量：145,000 kg (319,670 lb)
- エンジン：8 * ダイムラー・ベンツDB 613 液冷24気筒エンジン 各々 3,800 hp (2.833 kW)
- 最大速度：490 km/h (304 mph)
- 巡航速度：425 km/h (264 mph)
- 巡航高度：7,700 m (22,965 ft)
- 航続距離：6,200 km (3,852 miles)

## References
- D. Herwig & H. Rode Luftwaffe Secret Projects - Strategic Bombers 1935-45. ISBN 1-85780-092-3